# Stenophragma pleuralis
Stenophragma pleuralis är en tvåvingeart som beskrevs av Edwards 1934. Stenophragma pleuralis ingår i släktet Stenophragma och familjen svampmyggor. Inga underarter finns listade i Catalogue of Life.